# Zákoutí (Blatno)

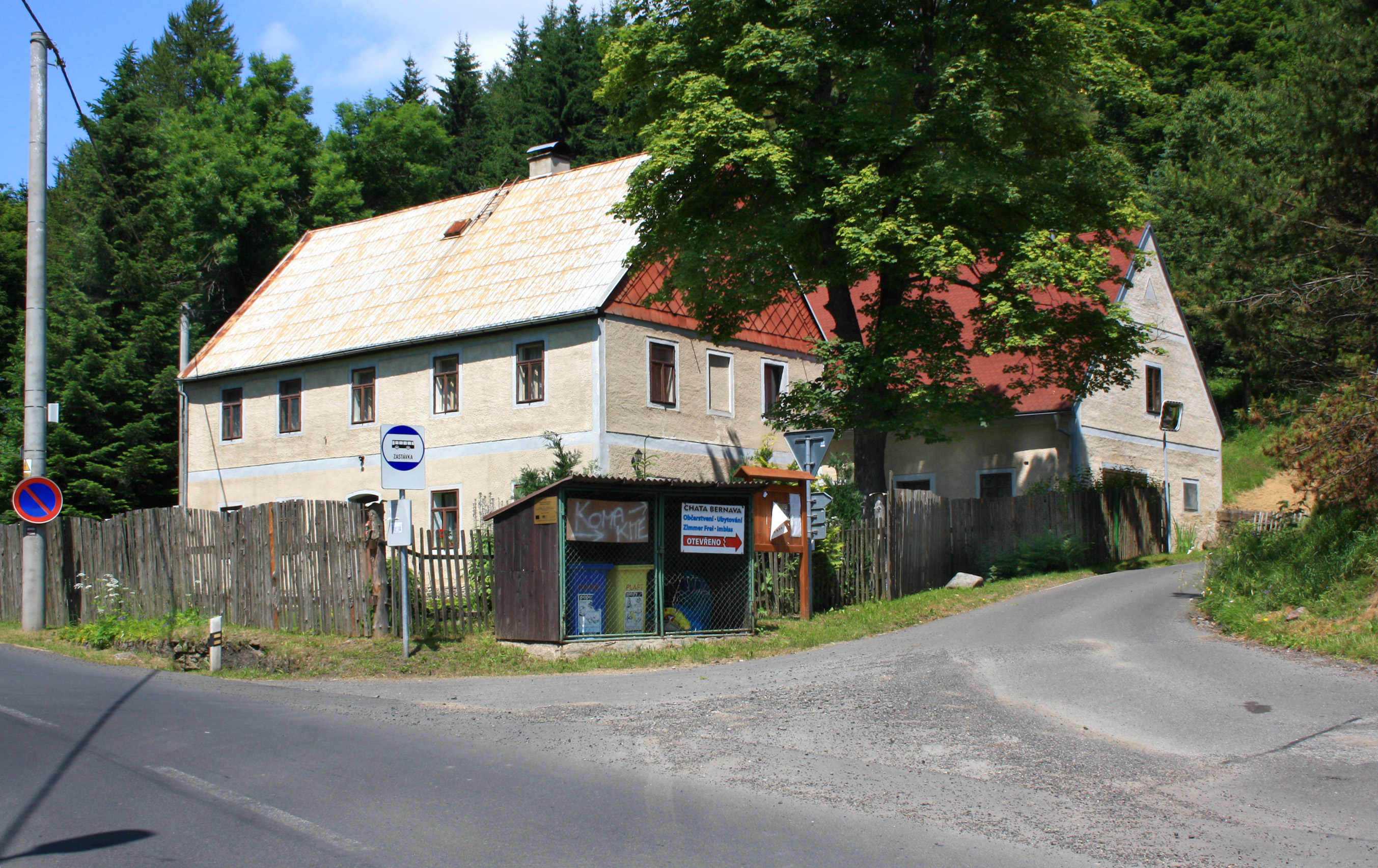
Zákoutí

Zákoutí, bis 1950 Bernov (deutsch Bernau) ist ein Ortsteil der Gemeinde Blatno in Tschechien.

## Geographie
Zákoutí liegt elf Kilometer nordwestlich des Stadtzentrums von Chomutov linksseitig der Bílina auf dem Kamm des sächsisch-böhmischen Erzgebirges. Nordöstlich erhebt sich der Mezihořský vrch (Beerhübel, 916 m), im Osten die Legina (770 m), südöstlich die Na Sychrově (806 m), im Südwesten die Na Výhledech (Schaarberg, 847 m) und westlich die Kamenná hůrka (Steinhübel, 878 m). Zwei Kilometer westlich des Dorfes entspringt die Bílina auf der Uppilawiese im Neuhäuser Forst und wird wenig später im Černý rybník (Schwarzer Teich) gestaut.
Nachbarorte sind Kalek im Norden, Rudolice v Horách und V Díře im Nordosten, Svahová und Pyšná im Osten, Boleboř, Orasín und Mezihoří im Südosten, Radenov und Bečov im Süden, die Wüstung Menhartice und Hora Svatého Šebestiána im Südwesten, Nový Dům im Westen sowie Jindřichova Ves im Nordwesten.

## Geschichte
Das Dorf wurde im 14. Jahrhundert durch zwölf Holzfällerfamilien angelegt, die ein ihnen zugeteiltes Waldstück urbar machten und dafür von Frondiensten freigestellt blieben. Die erste schriftliche Erwähnung von Bernaw erfolgte im Jahre 1357 als Besitz des Albert de Bergaw auf Neu Seeberg und zur Pfarre in Göttersdorf gehöriges Dorf. Wegen des wachsenden Holzbedarfs ließ die Herrschaft das Dorf erweitern, die neuen Siedler wurden robotpflichtig. 1383 verkaufte Otto von Bergow die Burgen Neu Seeberg und Alt Seeberg an Thimo von Colditz. 1454 erwarb Albert von Konipas die Herrschaft Seeberg und schloss sie an Rothenhaus an. Um 1630 war der nach Kallich führende Erzgebirgspass von kaiserlichen und schwedischen Truppen umkämpft. Dabei fielen die Schweden mordend und brandschatzend in Bernau ein. In der berní rula von 1654 sind für Bernau 13 Chalupnerwirtschaften ausgewiesen, von denen drei wüst lagen. Hinzu kam noch eine Mühle an der Biela. Bei der Teilung der Herrschaft Rothenhaus wurde Bernau 1680 ein Teil der Herrschaft Hagensdorf und dem Gut Göttersdorf angeschlossen. Ihr Besitzer Hugo Graf Martinic ließ in Bernau einen Färsenhof anlegen. Im Jahre 1793 bestand das Dorf aus 43 Häusern, einer Mühle und einer Sägemühle und hatte 238 Einwohner. 1810 erbten die Grafen von Wolkenstein-Trostburg die Herrschaft. Nachfolgend wurde der herrschaftliche Färsenhof aufgelöst und darin eine Schäferei eingerichtet. Über den Sommer wurde die Schafherde von Hagensdorf zum Abweiden in das Gebirge getrieben und im Herbst erfolgte die Abtrift nach Hagensdorf. Während der Wintermonate fertigten die Einwohner in Heimarbeit Holzwaren, insbesondere Schachteln aus Furnierholz sowie Schindeln, Holzrohre und Mühlräder. 1846 lebten in den 54 Häusern von Bernau 364 Menschen. Neben der Mühle und dem Sägewerk bestand zu dieser Zeit an der Biela auch ein Pochwerk für Gerbrinde und ein herrschaftliches Hegerhaus.
Nach der Aufhebung der Patrimonialherrschaften bildete Bernau / Bernov ab 1850 einen Ortsteil der politischen Gemeinde Göttersdorf im Gerichtsbezirk Görkau bzw. im Bezirk Komotau. 1879 entstand eine einklassige Dorfschule. 1880 kaufte die Stadt Görkau das Gut Göttersdorf einschließlich des Hofes Bernau. Im selben Jahre wurde Bernau zu einer selbstständigen Gemeinde. Nach dem Münchner Abkommen wurde die Gemeinde 1938 dem Deutschen Reich zugeschlagen und gehörte bis 1945 zum Landkreis Komotau. 1939 hatte die Gemeinde 196 Einwohner. Nach dem Ende des Zweiten Weltkrieges kam Bernov zur Tschechoslowakei zurück und die deutschen Bewohner wurden vertrieben. Am 1. Januar 1951 wurde Bernov nach Blatno eingemeindet und am 3. September desselben Jahres in Zákoutí umbenannt. 1955 erfolgte der Abriss der verlassenen Chaluppen durch die Armee. Zákoutí wurde 1956 an die öffentliche Stromversorgung angeschlossen. Nach der Niederschlagung des Prager Frühlings verließen die meisten der Einwohner nach 1968 das Dorf, der größte Teil übersiedelte nach Deutschland. Heute dienen nur noch zwei Häuser des Dorfes ständigen Wohnzwecken, 54 werden als Ferienhäuser genützt. Im Jahr 2001 bestand das Dorf aus 3 Wohnhäusern, in denen 9 Menschen lebten.
Am nördlichen Ortsausgang befindet sich ein Jagdhaus, das in seiner Geschichte u. a. als Erholungsobjekt des Staatsforstes und danach der Führung der Sudetendeutschen Partei, als Studentenlager und Jägern als Übungsstätte im Bakelittaubenschießen diente. In den 1990er Jahren wurde darin eine während der Wintermonate geöffnete Gaststätte eingerichtet und daneben eine kleine Skiliftanlage aufgebaut.

## Entwicklung der Einwohnerzahl
| Jahr | Einwohnerzahl |
| ---- | ------------- |
| 1869 | 330           |
| 1880 | 310           |
| 1890 | 281           |
| 1900 | 275           |
| 1910 | 271           |

| Jahr | Einwohnerzahl |
| ---- | ------------- |
| 1921 | 255           |
| 1930 | 228           |
| 1950 | 21            |
| 1961 | 36            |
| 1970 | 9             |

| Jahr | Einwohnerzahl |
| ---- | ------------- |
| 1980 | 4             |
| 1991 | 3             |
| 2001 | 9             |
| 2011 | 24            |

## Sehenswürdigkeiten
- Kapelle

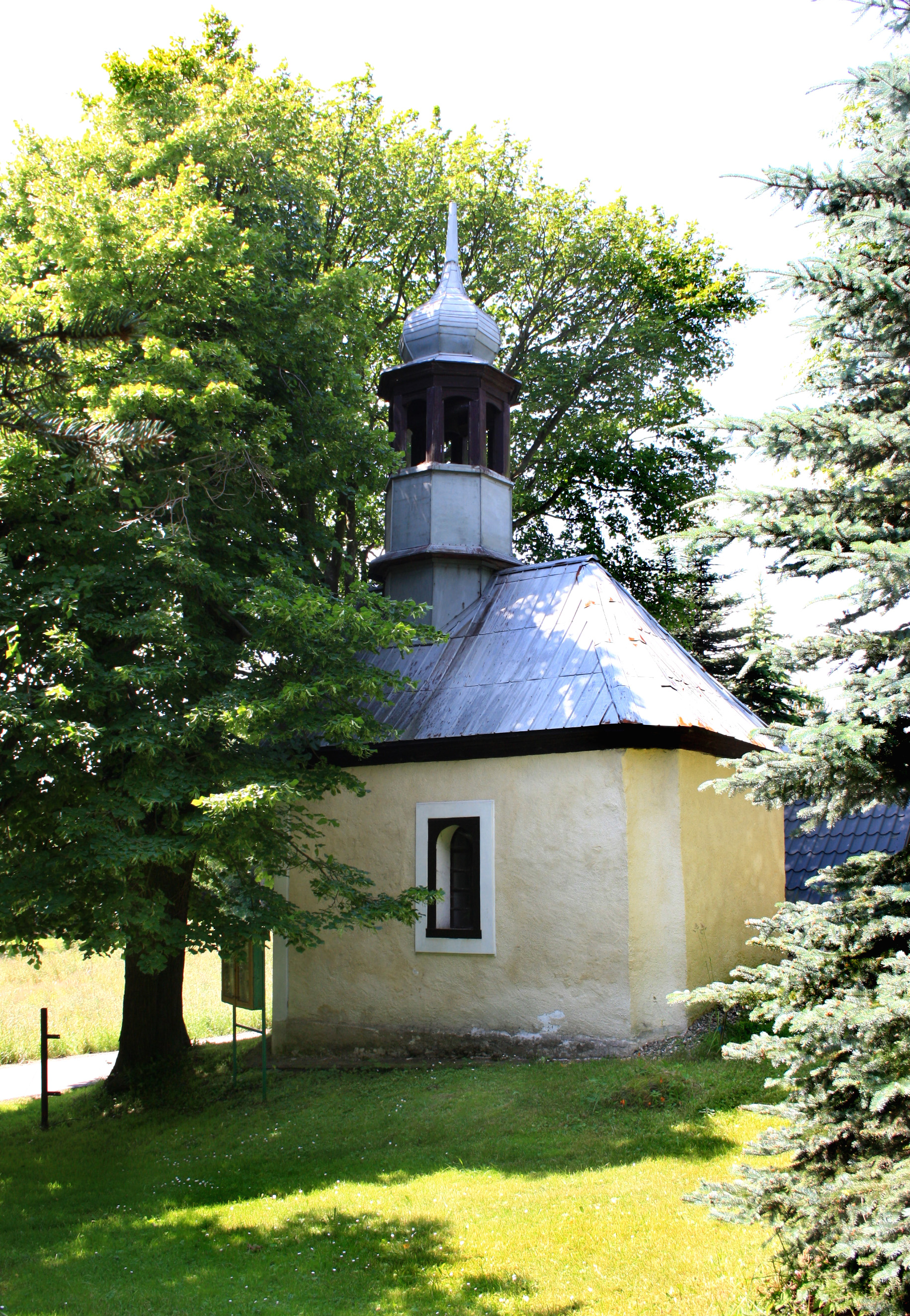
Kapelle

- Statue der hl. Anna, am Wegekreuz auf der Kamenná hůrka